# Етерпињи (Па де Кале)
Етерпињи (фр. Eterpigny) насеље је и општина у североисточној Француској у региону Север-Па д Кале, у департману Па де Кале која припада префектури Арас.
По подацима из 2011. године у општини је живело 238 становника, а густина насељености је износила 68,19 становника/km². Општина се простире на површини од 3,49 km². Налази се на средњој надморској висини од 28 метара (максималној 67 m, а минималној 41 m).

## Демографија
| 1962. | 1968. | 1975. | 1982. | 1990. | 1999. | 2011. |
| ----- | ----- | ----- | ----- | ----- | ----- | ----- |
| 115   | 119   | 123   | 158   | 202   | 167   | 238   |

График промене броја становника у току последњих година